# الکلی (فیلم)
الکلی فیلمی به کارگردانی و نویسندگی محمدعلی جعفری محصول سال ۱۳۵۰ است.

## داستان
حادثه‌ای ناگوار سبب می‌شود مردی که فوتبالیست مشهوری است به الکل پناه ببرد و در نتیجه به زودی معتاد می‌شود…

## بازیگران
- محمدعلی جعفری
- زری خوشکام
- سعید راد
- آزیتا لاچینی
- رفیع حالتی
- ملیحه نصیری
- غلامحسین نقشینه
- ایرج فرشاد
- فرهاد خانمحمدی